# Rivière-des-Prairies–Pointe-aux-Trembles
Rivière-des-Prairies–Pointe-aux-Trembles ist eines von 19 Arrondissements der Stadt Montreal in der kanadischen Provinz Québec. Im Jahr 2011 zählte der 42,3 km² große Stadtbezirk 106.437 Einwohner.

## Geographie
Rivière-des-Prairies–Pointe-aux-Trembles liegt an der Nordspitze der Île de Montréal, zwischen dem Rivière des Prairies im Westen und dem Sankt-Lorenz-Strom im Osten. Die beiden Hauptsiedlungen des Bezirks, Rivière-des-Prairies und Pointe-aux-Trembles, sind nicht zusammengewachsen, sondern durch Felder, vereinzelte Wälder und sonstige Freiflächen deutlich voneinander getrennt. Benachbarte Arrondissements der Stadt Montreal sind Montréal-Nord im Südwesten und Anjou im Süden. Im Südosten grenzt der Bezirk an die eigenständige Gemeinde Montréal-Est.

## Geschichte
Sowohl Rivière-des-Prairies als auch Pointe-aux-Trembles waren ab 1845 eigenständige Gemeinden. 1963 bzw. 1982 fusionierten sie mit Montreal. Während der nächsten zwei Jahrzehnte bildete das Arrondissement eine Exklave, da vier weitere Gemeinden dazwischen lagen. Nach weiteren Fusionen gehörte ab 2002 auch Montréal-Est zum Arrondissement. Dieser Ort machte sich jedoch 2006 nach einem Referendum gegen die von der Provinzregierung verfügte Fusion wieder selbständig.

## Bevölkerung

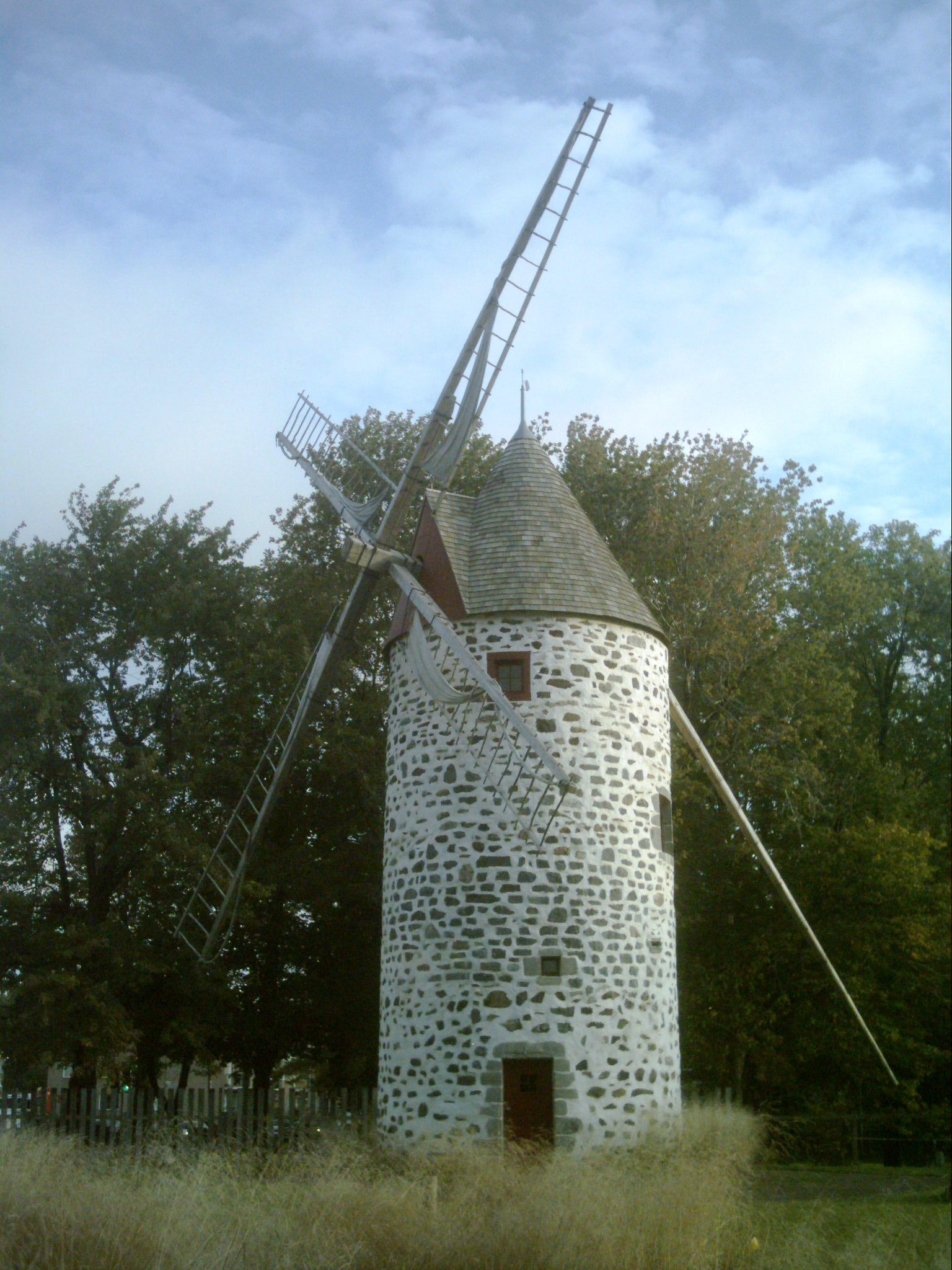
Windmühle Pointe-aux-Trembles

Gemäß der Volkszählung 2011 zählte Rivière-des-Prairies–Pointe-aux-Trembles 106.437 Einwohner, was einer Bevölkerungsdichte von 2516 Einwohnern/km² entspricht. Von den Befragten gaben 64,5 % Französisch und 6,5 % Englisch als Muttersprache an. Weitere bedeutende Sprachen sind unter anderem Italienisch (14,7 %), Haitianisch (5,1 %) und Spanisch (3,5 %).

## Sehenswürdigkeiten
- Naturpark Pointe-aux-Prairies
- Naturpark Ruisseau-de-Montigny
- Windmühle Pointe-aux-Trembles

## Persönlichkeiten
- Julien Gauthier (* 1997), Eishockeyspieler
- Jean-François Monette (* 1978), Shorttrackläufer
- Yannick Tremblay (* 1975), Eishockeyspieler